# Luo Ruiqing
Luo Ruiqing (* 31. Mai 1906 in Nanchong, Kaiserreich China; † 3. August 1978 in Heidelberg) alternativ Luo Jui-ch'ing war ein hoher Parteifunktionär, Politoffizier und Heeresoffizier der Volksbefreiungsarmee. Er war ab 1949 Minister für Öffentliche Sicherheit und Generalstabschef der Streitkräfte Chinas. Er wurde zu Beginn der Kulturrevolution abgesetzt und 1977 rehabilitiert.

## Herkunft und Ausbildung
Luo Ruiqing wurde in Nanchong in der Provinz Sichuan geboren. Er absolvierte die von der Kuomintang ins Leben gerufene Whampoa-Militärakademie. 1926 schloss er sich dem Kommunistischen Jugendverband an. Im Oktober 1928 erfolgte sein Eintritt in die KPCh.

## Parteitätigkeit
Nach einer kurzen Phase von Parteiarbeit in der Illegalität wurden Luo Ruiqing hochrangiger Politoffizier in der Roten Armee Chinas. Er nahm am Langen Marsch teil. Hierbei diente er als Stabschef der Vorauskolonne. Nach dem Ende des Langen Marsches übernahm er die Stelle des Politkommissars der Ersten Roten Front-Armee. Ab 1936 diente er auch als Dozent an der Roten Militärakademie in Yan’an. Nach dem Zwischenfall von Xi’an im Dezember 1936 war er mit anderen hochrangigen Funktionären Teil der kommunistischen Verhandlungsdelegation zur Vermittlung der Zweiten Einheitsfront. Im Krieg gegen Japan war er an der Aufstellung der 8. Marscharmee beteiligt, in der er ab 1940 die Position des Politkommissars innehatte. Während des Krieges wurde er durch seine Publikationen zur Parteiarbeit im Militär bekannt. Nach dem Ende des Zweiten Weltkriegs diente er als Politoffizier der Militärregion Jin-Cha-Ji im wiederaufgeflammten chinesischen Bürgerkrieg gegen die Nationalisten.

## Staatsämter
Nach dem Sieg der Kommunisten im Bürgerkrieg wurde Luo Ruiqing erster Minister für Öffentliche Sicherheit. In der westlichen Presse wurde er für seine Rolle in der Repression politischer Gegner im Dienste des totalitären Staates kritisiert.
1956 wurde er von Mao Zedong zum Vizeminister für Verteidigung und in Personalunion zum Generalstabschef der Volksbefreiungsarmee ernannt. Ebenso wurde ihm die direkte Aufsicht über den Militärisch-Industriellen Komplex der Volksrepublik übertragen. In seine Amtszeit fiel mit dem ersten Kernwaffentest 1964 dessen größter Erfolg. Zusammen mit Mao und Yang Chengwu gehörte Luo Ruiqui zu den Proponenten einer Hinterland-Strategie. Durch den Rückzug von Schlüsselindustrien und militärischer Installationen in die Binnengebiete Chinas könne China einen Atomkrieg gegen die Sowjetunion oder die USA erfolgreich führen. Aufgrund schwindender Gesundheit gab Verteidigungsminister Lin Biao die tagesaktuelle Leitung der Zentralen Militärkommission an Luo Ruiqing ab. Dieser erfüllte diese in einem eigens geschaffenem Subkomitee. In seine Zeit als Generalstabschef fiel auch der Indisch-Chinesische Grenzkrieg.
Im Zuge der Kulturrevolution wurde Luo Ruiqing im Dezember 1965 abgesetzt. Es erfolgte im Mai 1966 in einer erweiterten Sitzung des Politbüros, geleitet von Liu Shaoqi, eine Anklage wegen Bildung einer konterrevolutionären Vereinigung und Planung eines Putschversuches. Neben Luo wurden auch Yang Shangkun, Peng Zhen und der Leiter der Zentralen Propagandaabteilung Lu Dingyi angeklagt.
Anlässlich des 11. Parteikongresses wurde Luo Ruiqing rehabilitiert und erhielt Posten als Mitglied des Zentralkomitees der KPCh und Sekretär der Zentralen Militärkommission.
Er verstarb 1978 in Westdeutschland, wo er sich aufgrund einer medizinischen Behandlung befand.